# Kausala mängder
Kausala mängder (eng. causal sets) är en teori om kvantgravitation som utgår från studier och observationer av kausala strukturers roll i lorentzmångfalder. Det viktigaste i teorin är händelser och orsaksrelationer mellan händelser. De kausala relationerna mellan händelser i en lorentzmångfald bildar en partiellt ordnad mängd av händelser.
Det finns två olika hypoteser:
- Svaga kausala mängder, där rumtidens geometri bestäms av orsaksrelationer mellan händelser.
- Starka kausala mängder, där rumtiden inte är annat än mönstret av orsaksrelationer.